# Themis
För andra betydelser, se Themis (olika betydelser).

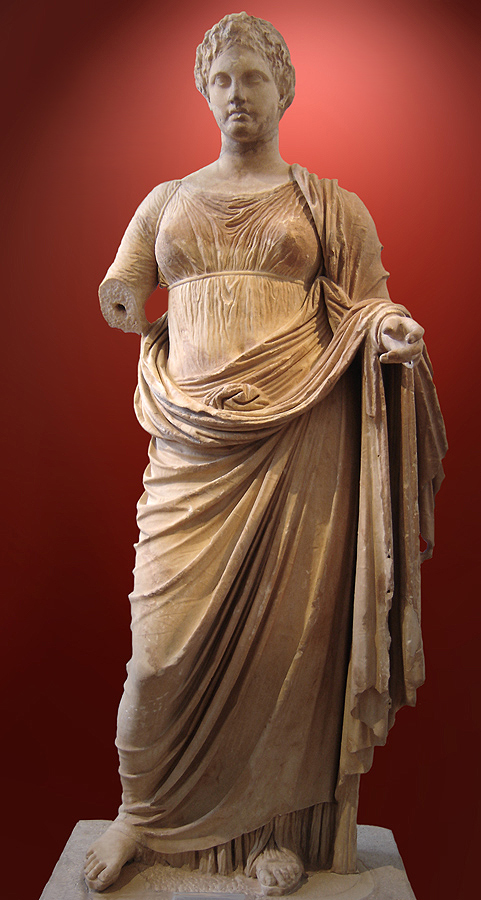
Themis. Skulptur av Chairestratos, cirka 300 f.Kr.

Themis (grekiska: ”överenskommelse” eller ”lag”) var i grekisk mytologi Zeus andra hustru och moder till moirerna och horerna. Themis var mor till Dike som i romersk mytologi motsvaras av Justitia.